# Basey (Samar)
Basey est une municipalité de la province du Samar, aux Philippines.
Sa population est de 50 423 habitants au recensement de 2010 sur une superficie de 513 km2, subdivisée en 51 barangays.
Le 8 novembre 2013, Basey fut l'une des villes fortement dévastées par le Typhon Haiyan faisant plus de 200 morts.

## Source
- (en) Cet article est partiellement ou en totalité issu de l’article de Wikipédia en anglais intitulé « Basey, Samar » (voir la liste des auteurs).